# 吴以岭
吴以岭（1949年—），河北省故城县人，汉族，中华人民共和国中医心脑血管病专家，河北省工商联副主席，河北医科大学副校长、教授、博士生导师，以岭药业创始人，中国工程院院士，中国农工民主党党员，第十一届全国政协委员。河北医科大学中医系、南京中医药大学硕士研究生毕业。

## 生平
高一时因遇上“文革”，中断学业回家随父行医。1977年考入河北医科大学中医系，2年就完成了5年的课程。1979年9月，被南京中医院录取为心血管与糖尿病专业硕士研究生。1982年（33岁）毕业后，被分配到河北中医院心血管科，成为内科医生。1992年6月辞职下海，在石家庄高新技术开发区成立以岭医药研究所。
2008年，当选第十一届全国政协委员，代表医药卫生界，分入第四十五组。
隨著以岭药业登陆A股市场以及該公司的连花清瘟等產品带动以岭药业股价上涨，吴以岭逐漸成为中国最富院士。截至2022年4月15日，其身家已达188亿元人民幣。
2023年2月，不再担任以岭药业董事长职务，改任终身名誉董事长。

## 家庭
- 父亲是一名赤脚医生。
- 哥哥吴以池，姐姐吴希珍，弟弟吴以红，均持有以岭药业股份[5]。
- 儿子吴相君为以岭药业董事长、总经理、石家庄市人大常委会副主任、河北省工商业联合会兼职副主席、石家庄市工商业联合会（总商会）主席（会长）；
- 女儿吴瑞为以岭药业副总经理、董事会秘书[6]。
- 侄子吴相锋、侄女吴青、侄女婿周晓林、侄女婿张威、侄儿吴相超、外甥李晨光，均持有以岭药业股份[5]。